# Vincenzo Cerami
Vincenzo Cerami (Rome, 2 november 1940 – aldaar, 17 juli 2013) was een Italiaans scenarioschrijver. Hij schreef sinds 1967 mee aan meer dan 40 films, waaronder La vita è bella. Voor laatstgenoemde film werd hij in 1999 genomineerd voor de Oscar voor Beste Origineel Scenario. In 1996 was hij een van de juryleden op de 46e editie van het Internationaal Filmfestival van Berlijn.
Cerami was van 1970 tot 1986 getrouwd met de Amerikaanse actrice Mimsy Farmer. Het paar had een dochter, de Italiaanse actrice Aisha Cerami.

## Selectieve filmografie als scenarist
- La prima volta sull'erba (1974)
- Un borghese piccolo piccolo (1977)
- Casotto (1977)
- Salto nel vuoto (1980)
- Il minestrone (1981)
- Il piccolo diavolo (1988)
- I ragazzi di via Panisperna (1989)
- Porte aperte (1990)
- La vita è bella (1997)
- Pinocchio (2002)
- La tigre e la neve (2005)
- Manuale d'amore (2005)